# Malle

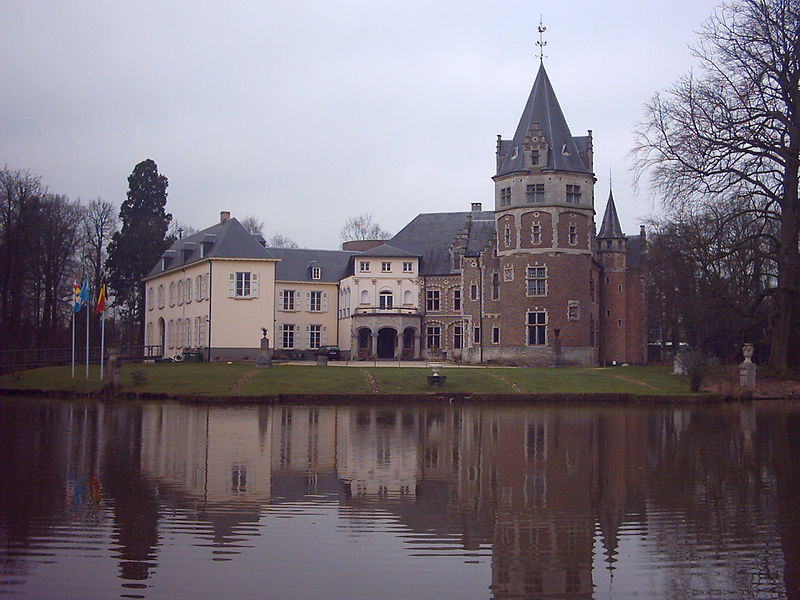
Renesse kasteel in Oostmalle

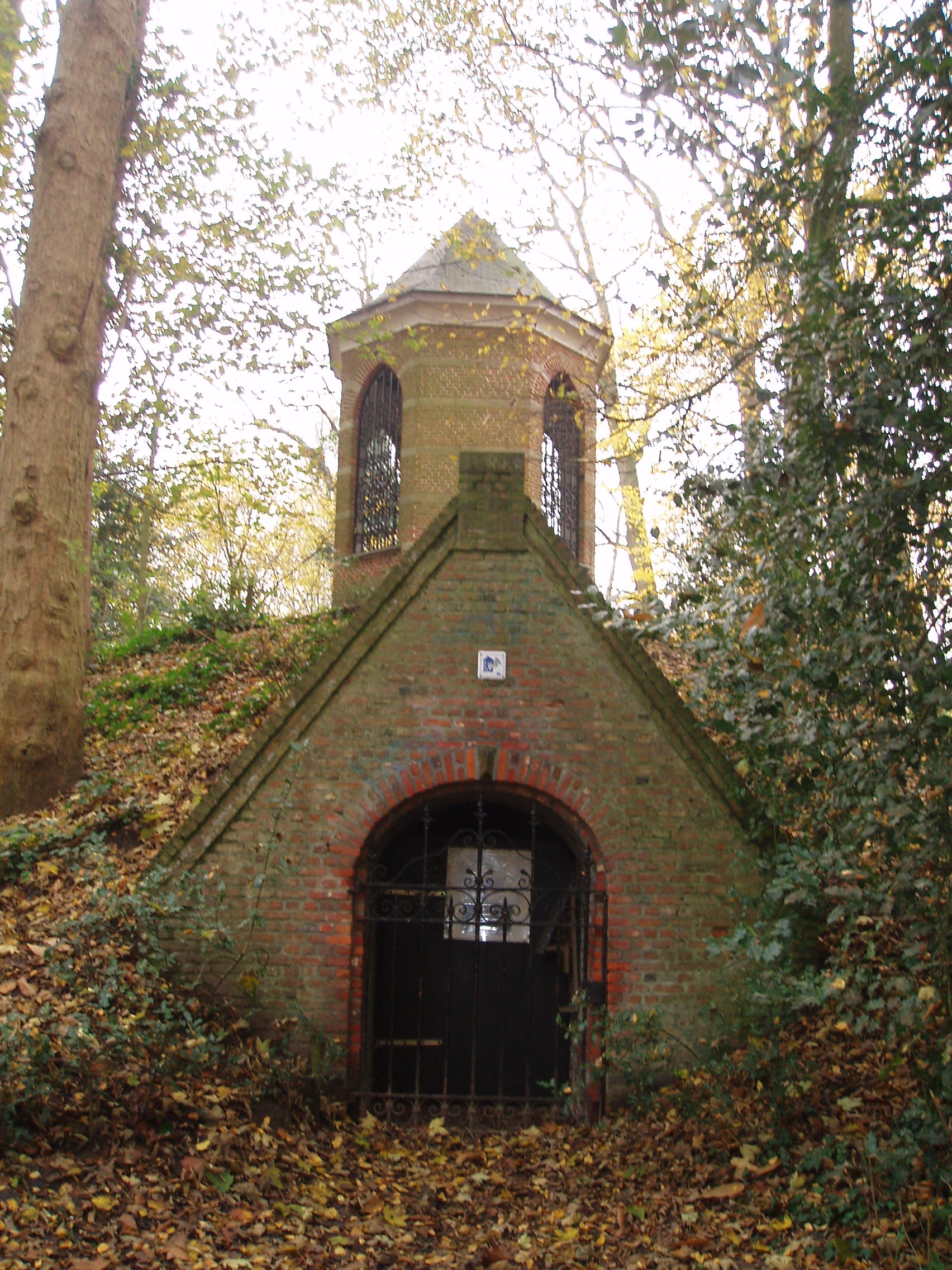
Ingang ijskelder met erboven een prieeltje op het domein de Renesse

Malle (tot 1979 Westmalle geheten) is een gemeente in de Belgische provincie Antwerpen. De gemeente telt ongeveer 16.000 inwoners en bestaat uit de deelgemeenten Westmalle en Oostmalle. Malle ligt in de Kempen en behoort tot het kieskanton Brecht en het gerechtelijk kanton Zandhoven.

## Toponymie
Er heersen verschillende meningen bij taalkundigen over de herkomst van het toponiem "Malle". De meest gangbare naamsverklaring komt van het Latijnse "Mallum" ("maalberg"). Dit was een plaats waar de Franken hun rechtspraak en vergaderingen hielden. Anderen stellen echter dat het "uitgestrekte vlakte, grens of halte" betekent.

## Geschiedenis

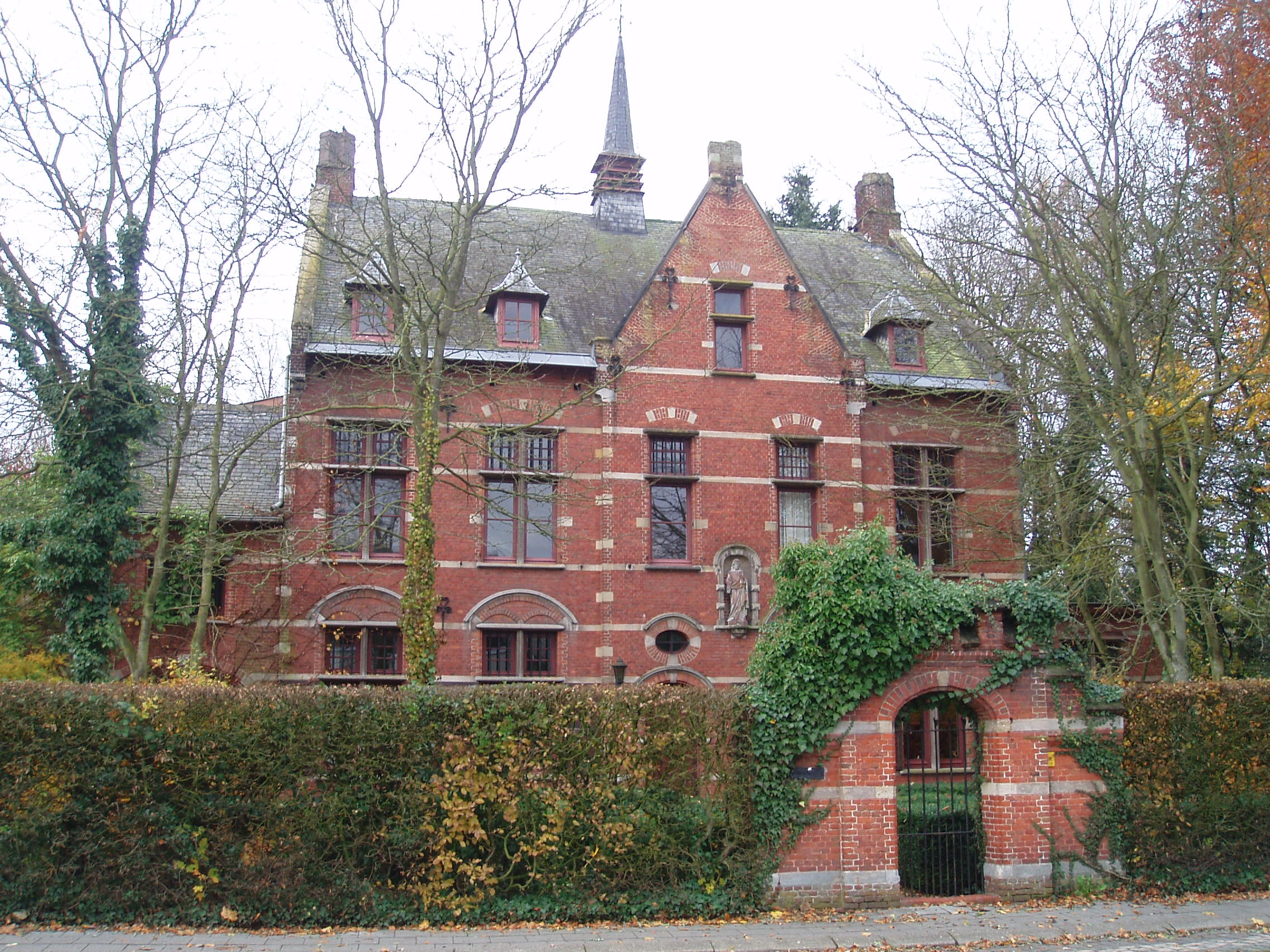
Villa Wildzang, Westmalle

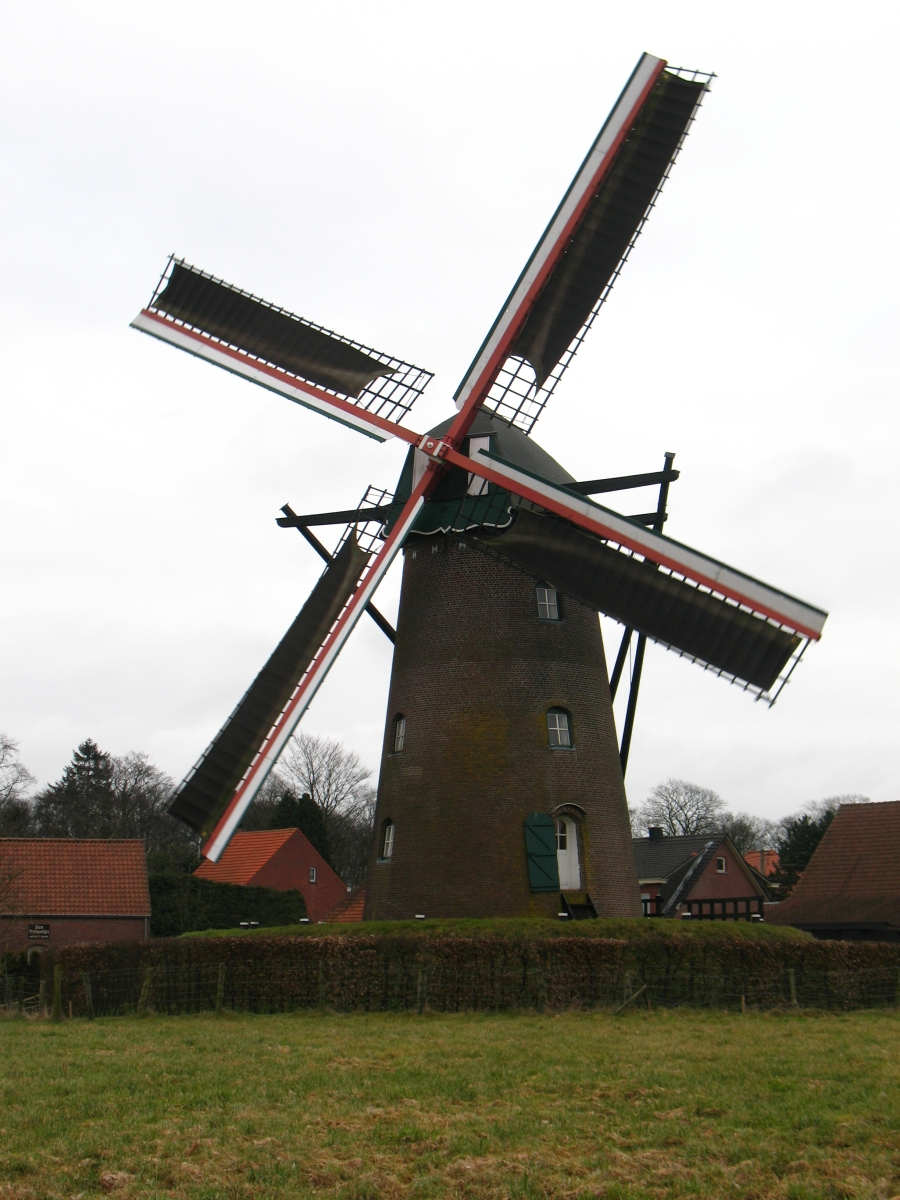
De Scherpenbergmolen te Westmalle

De oorspronkelijke kern van Malle lag op laaggelegen land op de plaats waar nu de Sint-Martinuskerk staat en zou van Frankische oorsprong zijn. Het ontstaan van Oostmalle zou toe te schrijven zijn aan een smid, een radenmaker en een herberg die zich op het hogere gebied ten Oosten van Malle vestigden en zodoende de aanzet gaven tot de vorming van een nieuwe gemeenschap. De eerste (gekende) vernoeming van Malle staat in een document van 1194 en handelt over het vormen van een afzonderlijke parochie voor Oostmalle. Tot die tijd maakte Oostmalle deel uit van de Sint-Martinusparochie van Malle. Malle was toen als heerlijkheid onderdeel van het graafschap Toxandrië.
Vanwege de benaming van het nieuwgevormde gehucht "Oostmalle", kwam het dorp Malle gaandeweg bekend te staan als "Westmalle". De verdere afsplitsing gebeurde in 1233 toen Hendrik I van Brabant Westmalle aan de Abdij van Villers schonk. De parochies van Oostmalle en Westmalle bleven tot 1329 nog aan elkaar gekoppeld, waarna ze echt van elkaar werden gescheiden. Het patronaatrecht van de parochie van Oostmalle kwam dat jaar in het bezit van de Abdij van Averbode. De heerlijkheid van Oostmalle hoorde bij de Baronie van Breda (markgraafschap Antwerpen) terwijl de heerlijkheid Westmalle tot het Hertogdom Brabant behoorde.
In het Zuiden van de heerlijkheid Westmalle ontstond er nog een derde kern. Deze kern was Zoersel; eerste vernoeming in 1240 als "Surcele" en zal uitgroeien tot een dubbeldorp (vergelijkbaar met een hedendaagse fusiegemeente) met Westmalle. In 1794 werd Zoersel afgesplitst en werd zowel Zoersel als Westmalle een zelfstandige gemeente. Ook Oostmalle werd een zelfstandige gemeente.
Op 1 januari 1977 hield de gemeente Oostmalle op te bestaan en werd Oostmalle een deelgemeente van de gemeente Westmalle. Dit viel te kaderen binnen de grote gemeentelijke herinrichting in de tweede helft van de 20e eeuw. De gemeente Zoersel (vroeger onderdeel van Westmalle) kreeg er de deelgemeenten Sint-Antonius en Halle bij.
Op 30 juli 1979 werd de naam van de gemeente Westmalle gewijzigd naar Malle waarbij teruggegrepen werd naar de oorspronkelijke Frankische naam van de plaats.

## Heraldiek

### Wapenschild
Op 3 december 1984 werd er een officieel wapenschild voor de nieuwe fusiegemeente Malle goedgekeurd. De samenvoeging van beide gemeenten had als resultaat dat het wapen van Westmalle werd behouden, waarop het wapen van Oostmalle werd toegevoegd in de vorm van een hartschild, als verwijzing naar de nieuwe deelgemeente. De heilige Sint-Laurentius die in het hartschild staat, wordt daarbij afgebeeld zonder manipel.

### Vlag
De vlag, eveneens op 3 december 1984 goedgekeurd, heeft de volgende officiële beschrijving: "Blauw met een witte keper, onderaan vergezeld van een witte rooster". De keper stamt af van het wapenschild van Westmalle, de rooster is overgenomen van het wapenschild van Oostmalle waar hij gedragen werd door de heilige Sint-Laurentius.

## Geografie

### Deelgemeenten
| # | Naam      | Opp. (km²) | Inwoners (2020) | Inwoners per km² | NIS-code |
| - | --------- | ---------- | --------------- | ---------------- | -------- |
| 1 | Westmalle | 23,26      | 8.261           | 355              | 11057A   |
| 2 | Oostmalle | 28,13      | 7.338           | 261              | 11057B   |

Bron: Statbel 

### Kernen
Binnen de gemeente bevinden zich verschillende gehuchten, met name 't Guut, Heidsie, Schuurhoven en Salphen (Zalfen).

### Aangrenzende dorpen
| Aangrenzende gemeenten | Aangrenzende gemeenten | Aangrenzende gemeenten | Aangrenzende gemeenten | Aangrenzende gemeenten |
| ---------------------- | ---------------------- | ---------------------- | ---------------------- | ---------------------- |
| Brecht                 |                        | Sint-Lenaarts          |                        | Rijkevorsel            |
|                        |                        |                        |                        |                        |
| Sint-Job-in-'t-Goor    | Vlimmeren              |                        |                        |                        |
|                        |                        |                        |                        |                        |
| Sint-Antonius          |                        | Zoersel Vorselaar      |                        | Lille                  |

## Demografie

### Demografische ontwikkeling
Alle historische gegevens hebben betrekking op de huidige gemeente, inclusief deelgemeenten, zoals ontstaan na de fusie van 1 januari 1977.
- Bronnen:NIS, Opm:1806 tot en met 1981=volkstellingen; 1990 en later= inwonertal op 1 januari

| Inwoners van jaar tot jaar op 1 januari 1992 tot heden | Inwoners van jaar tot jaar op 1 januari 1992 tot heden | Inwoners van jaar tot jaar op 1 januari 1992 tot heden |
| jaar                                                   | Aantal                                                 | Evolutie: 1992=index 100                               |
| ------------------------------------------------------ | ------------------------------------------------------ | ------------------------------------------------------ |
| 1992                                                   | 12.596                                                 | 100,0                                                  |
| 1993                                                   | 12.797                                                 | 101,6                                                  |
| 1994                                                   | 13.095                                                 | 104,0                                                  |
| 1995                                                   | 13.301                                                 | 105,6                                                  |
| 1996                                                   | 13.439                                                 | 106,7                                                  |
| 1997                                                   | 13.589                                                 | 107,9                                                  |
| 1998                                                   | 13.737                                                 | 109,1                                                  |
| 1999                                                   | 13.885                                                 | 110,2                                                  |
| 2000                                                   | 13.922                                                 | 110,5                                                  |
| 2001                                                   | 13.949                                                 | 110,7                                                  |
| 2002                                                   | 14.070                                                 | 111,7                                                  |
| 2003                                                   | 14.058                                                 | 111,6                                                  |
| 2004                                                   | 14.096                                                 | 111,9                                                  |
| 2005                                                   | 14.150                                                 | 112,3                                                  |
| 2006                                                   | 14.083                                                 | 111,8                                                  |
| 2007                                                   | 14.158                                                 | 112,4                                                  |
| 2008                                                   | 14.225                                                 | 112,9                                                  |
| 2009                                                   | 14.422                                                 | 114,5                                                  |
| 2010                                                   | 14.531                                                 | 115,4                                                  |
| 2011                                                   | 14.616                                                 | 116,0                                                  |
| 2012                                                   | 14.763                                                 | 117,2                                                  |
| 2013                                                   | 14.948                                                 | 118,7                                                  |
| 2014                                                   | 15.013                                                 | 119,2                                                  |
| 2015                                                   | 15.083                                                 | 119,7                                                  |
| 2016                                                   | 15.158                                                 | 120,3                                                  |
| 2017                                                   | 15.257                                                 | 121,1                                                  |
| 2018                                                   | 15.304                                                 | 121,5                                                  |
| 2019                                                   | 15.561                                                 | 123,5                                                  |
| 2020                                                   | 15.602                                                 | 123,9                                                  |
| 2021                                                   | 15.620                                                 | 124,0                                                  |
| 2022                                                   | 15.756                                                 | 125,1                                                  |
| 2023                                                   | 16.007                                                 | 127,1                                                  |
| 2024                                                   | 16.194                                                 | 128,6                                                  |
| 2025                                                   | 16.248                                                 | 129,0                                                  |

## Politiek

### Structuur
De gemeente Malle maakt deel uit van het kieskanton Brecht, gelegen in het provinciedistrict Kapellen, het kiesarrondissement Antwerpen en ten slotte de kieskring Antwerpen.
| Malle            | Malle            | Supranationaal         | Nationaal                         | Nationaal           | Gemeenschap         | Gewest              | Provincie           | Arrondissement  | Provinciedistrict | Kanton          | Gemeente        |
| ---------------- | ---------------- | ---------------------- | --------------------------------- | ------------------- | ------------------- | ------------------- | ------------------- | --------------- | ----------------- | --------------- | --------------- |
| Administratief   | Niveau           | Europese Unie          | België                            | België              | Vlaanderen          | Vlaanderen          | Antwerpen           | Antwerpen       | Antwerpen         | Antwerpen       | Malle           |
| Administratief   | Bestuur          | Europese Commissie     | Belgische regering                | Belgische regering  | Vlaamse regering    | Vlaamse regering    | Deputatie           | Deputatie       | Deputatie         | Deputatie       | Gemeentebestuur |
| Administratief   | Raad             | Europees Parlement     | Kamer van volksvertegenwoordigers | Vlaams Parlement    | Vlaams Parlement    | Vlaams Parlement    | Provincieraad       | Provincieraad   | Provincieraad     | Provincieraad   | Gemeenteraad    |
| Kiesomschrijving | Kiesomschrijving | Nederlands Kiescollege | Kieskring Antwerpen               | Kieskring Antwerpen | Kieskring Antwerpen | Kieskring Antwerpen | Kieskring Antwerpen | Antwerpen       | Kapellen          | Brecht          | Malle           |
| Verkiezing       | Verkiezing       | Europese               | Federale                          | Federale            | Vlaamse             | Vlaamse             | Provincieraads-     | Provincieraads- | Provincieraads-   | Provincieraads- | Gemeenteraads-  |

### Geschiedenis

#### Lijst van burgemeesters
| Tijdspanne | Tijdspanne   | Burgemeester                         |
| ---------- | ------------ | ------------------------------------ |
|            | 1977 - 1982  | Michel van der Straten-Waillet (CVP) |
|            | 1983 - 1994  | Robert Mintjens (CVP)                |
|            | 1995 - 2021  | Harry Hendrickx (DBM)                |
|            | 2022 - heden | Sanne Van Looy (N-VA)                |

#### Legislatuur 1989 - 1994
Agalev en de Volksunie trokken samen met enkele onafhankelijke kandidaten naar de kiezer met de kartellijst 'Groep Inspraak en Milieu' (GRIM).

#### Legislatuur 1995 - 2000
Harry Hendrickx van de nieuwe partij DBM (Democratische Beweging Malle) werd burgemeester en verving Robert Mintjens van CVP die de functie uitoefende van 1983 tot 1994.

#### Legislatuur 2001 - 2006
Burgemeester bleef Harry Hendrickx, hij leidde een coalitie van Democratische Beweging Malle (DBM), GRIM en CVP. De bestuursploeg bestond voorts uit Jan Boeckx, Jan Van Roey (beide DBM), Michel Grootjans (GRIM) en Thierry van der Straten Waillet (CVP). In juni 2002 maakte N-VA bekend niet langer deel uit te maken van GRIM.

#### Legislatuur 2007 - 2012
GRIM werd omgevormd tot 'Goed Leven In Malle' (GLIM).

#### Legislatuur 2013 - 2018
Het Vlaams Belang ging met 'Volksbelangen Malle' (VBM) in kartel naar de verkiezingen. Ook GLIM (ondertussen omgevormd tot Groen) en sp.a besloten de krachten te bundelen. N-VA en CD&V van hun kant bliezen dan weer hun Valentijnskartel op en ook Open Vld en DBM trokken onafhankelijk naar de kiezer. De respectievelijke lijsttrekkers waren uittredend burgemeester Harry Hendrickx (DBM), Wim Jordens (CD&V), Katleen Mintjens (Open Vld, kleindochter van voormalig burgemeester Robert Mintjens), Lex Van Loon (sp.a-Groen), Pieter Van Boxel (Vl.Belang), en Wouter Patho (N-VA).
Uitgesproken winnaars van de verkiezingen waren N-VA (22,91%; 6 zetels) en DBM (+3,35%), deze laatste partij bleef hierdoor ook de grootste politieke formatie (27,84%) van de gemeente en kreeg 1 extra raadslid. De zwaarste verliezen werden opgetekend door Vlaams Belang-VBM (−7,85%, een verlies van 3 raadzetels) en CD&V (−6,18%, 2 zetels verlies) Ook Open Vld (−6,07%, 2 raadsleden minder) en Groen-sp.a deelde in de klappen. De progressieve kartelpartners moesten 6,15% prijsgeven ten overstaan van het gezamenlijk verkiezingsresultaat van 2006. Wel behielden ze dankzij het systeem Imperiali evenveel zetels in de gemeenteraad.
Burgemeester werd Harry Hendrickx (DBM). Hij leidt een coalitie bestaande uit DBM en N-VA. Samen vormen ze de meerderheid met 13 op 23 zetels. Voorts bestaat het schepencollege uit Jules Mintjens, Dries Van Dyck, Elisabeth Joris (allen DBM), Mieke Vermeyen (N-VA) en Paul Van Ham (sinds juni 2017 als onafhankelijke). OCMW-voorzitter is Wouter Patho (N-VA).
Voorts bestaat de gemeenteraad uit Jan Boeckx, Kim Geys, Dominique Defossez (allen DBM), Peter Lacante, Beatrix Knaepkens, Sanne Van Looy (allen N-VA), Thierry Van der Straten-Waillet, Wim Jordens, Ingrid Vrints, Paul Wens (allen CD&V), Walter Vermeylen, Alex Van Loon, Tineke Lambreghts (alle sp.a-Groen), Katleen Mintjens, Alain De Laet (beide Open Vld) en ten slotte Pieter van Boxel (Vlaams Belang).

#### Legislatuur 2019 - 2024
De vorige coalitie tussen DBM en N-VA wordt uitgebreid met de CD&V Malle wat dus een meerderheidscoalitie DBM, N-VA en CD&V Malle met 15 op 25 zetels oplevert. Van begin 2019 tot eind 2021 was Harry Hendrickx (DBM) burgemeester en vanaf begin 2022 tot eind 2024 was Sanne Van Looy (N-VA) burgemeester. Het college van burgemeester en schepenen bestaat uit Elisabeth Joris (DBM), Dries Van Dijck (DBM), Yannis Leirs (CD&V Malle), Dirk Gerinckx (N-VA) en Wouter Patho (N-VA).

#### Legislatuur 2024 - 2030
De grootste partij N-VA vormde een coalitie met de lijst OostWest en Progressief Malle, die samen 14 van de 25 zetels hadden behaald. Sanne Van Looy (N-VA) bleef burgemeester. Het college van burgemeester en schepenen bestaat verder uit Wouter Patho (N-VA), Kris Mintjens (OostWest), Dirk Gerinckx (N-VA), Paul Van Ham (OostWest) en Lennert  Vorsselmans (Progressief Malle)

#### Resultaten gemeenteraadsverkiezingen sinds 1976
| Partij of kartel     | Partij of kartel                                       | 10-10-1976 | 10-10-1976 | 10-10-1982 | 10-10-1982 | 9-10-1988 | 9-10-1988 | 9-10-1994 | 9-10-1994 | 8-10-2000 | 8-10-2000 | 8-10-2006 | 8-10-2006 | 14-10-2012 | 14-10-2012 | 14-10-2018 | 14-10-2018 | 13-10-2024 | 13-10-2024 |
| Stemmen / Zetels     | Stemmen / Zetels                                       | %          | 19         | %          | 21         | %         | 21        | %         | 23        | %         | 23        | %         | 23        | %          | 23         | %          | 25         | %          | 25         |
| -------------------- | ------------------------------------------------------ | ---------- | ---------- | ---------- | ---------- | --------- | --------- | --------- | --------- | --------- | --------- | --------- | --------- | ---------- | ---------- | ---------- | ---------- | ---------- | ---------- |
|                      | SP1/ sp.a2/ sp.a-groen+C/ Progressief MalleD           | 8,481      | 1          | 10,761     | 2          | 10,031    | 1         | 11,141    | 2         | 8,541     | 1         | 8,572     | 1         | 13,55C     | 3          | 14,2D      | 3          | 10,2D      | 2          |
|                      | GROEN1/ GRIMA/ GLIM2/ sp.a-groen+C/ Progressief MalleD | -          |            | 6,41       | 0          | 11,5A     | 2         | 17,53A    | 4         | 13,86A    | 3         | 11,132    | 2         | 13,55C     | 3          | 14,2D      | 3          | 10,2D      | 2          |
|                      | VU1/ GRIMA/ CD&V+N-VAB/ N-VA2                          | 5,441      | 0          | -          |            | 11,5A     | 2         | 17,53A    | 4         | 13,86A    | 3         | 23,48B    | 6         | 22,912     | 6          | 22,82      | 6          | 29,32      | 8          |
|                      | CVP1/ CDM2/ CD&V+N-VAB/ CD&V3/ DBM-CD&VE               | 48,661     | 12         | 37,041     | 10         | 45,291    | 11        | 36,152    | 9         | 28,121    | 7         | 23,48B    | 6         | 17,303     | 4          | 11,63      | 3          | 28,5E      | 8          |
|                      | Democratische Beweging Malle (DBM)1/ DBM-CD&VE         | -          |            | -          |            | -         |           | 26,42E    | 7         | 26,51     | 7         | 24,491    | 6         | 27,841     | 7          | 23,11      | 6          | 28,5E      | 8          |
|                      | PVV1/ DVL2/ VLD-DBME/ VLD3/ Open Vld4                  | 6,361      | 0          | 10,061     | 1          | 5,022     | 0         | 26,42E    | 7         | 13,433    | 3         | 16,773    | 4         | 10,704     | 2          | 17,8F      | 5          | 17,2F      | 4          |
|                      | OOSTWESTF                                              | -          |            | -          |            | -         |           | -         |           | -         |           | -         |           | -          |            | 17,8F      | 5          | 17,2F      | 4          |
|                      | Vlaams Blok1/ Vlaams Belang2/ Vlaams Belang-VBM3       | -          |            | -          |            | -         |           | 6,981     | 1         | 9,551     | 2         | 15,552    | 4         | 7,703      | 1          | 8,82       | 2          | 12,12      | 3          |
|                      | Vrij Volks Malle (VVM)4                                | -          | 2,24       | -          | 0          | -         |           | 6,981     | 1         | 9,551     | 2         | 15,552    | 4         | 7,703      | 1          | 8,82       | 2          |            |            |
|                      | VG                                                     | -          |            | -          |            | 28,16     | 7         | -         |           | -         |           | -         |           | -          |            | -          |            | -          |            |
|                      | GGB                                                    | -          |            | 30,29      | 8          | -         |           | -         |           | -         |           | -         |           | -          |            | -          |            | -          |            |
|                      | V.D.B.                                                 | 25,99      | 6          | -          |            | -         |           | -         |           | -         |           | -         |           | -          |            | -          |            | -          |            |
|                      | Anderen(*)                                             | 5,06       | 0          | 5,45       | 0          | -         |           | 1,78      | 0         | -         |           | -         |           | -          |            | 1,7        | 0          | 0,6        | 0          |
| Totaal stemmen       | Totaal stemmen                                         | 6063       | 6063       | 7381       | 7381       | 8087      | 8087      | 9026      | 9026      | 9779      | 9779      | 9954      | 9954      | 10295      | 10295      | 10742      | 10742      | 7716       | 7716       |
| Opkomst %            | Opkomst %                                              |            |            |            |            | 95,17     | 95,17     | 92,8      | 92,8      | 92,85     | 92,85     | 93,47     | 93,47     | 90,17      | 90,17      | 91,2       | 91,2       | 62,9       | 62,9       |
| Blanco en ongeldig % | Blanco en ongeldig %                                   | 4,26       | 4,26       | 4,47       | 4,47       | 4,49      | 4,49      | 6,79      | 6,79      | 5,19      | 5,19      | 5,24      | 5,24      | 2,99       | 2,99       | 3,1        | 3,1        | 0,5        | 0,5        |

De rode cijfers naast de gegevens duiden aan onder welke naam de partijen telkens bij een verkiezing opkwamen, rode letters duiden de kartels aan.

De zetels van de gevormde meerderheid staan vetjes afgedrukt. De grootste partij is in kleur.

(*) 1976: Mevr. G (5,06%) / 1982: DNG (5,45%) / 1994: ROSSEM (1,78%) / 2018: Lijst Van Boxel (1,7%) / 2024: Voor U (0,6%)

## Bezienswaardigheden
- Kerken:
  - Sint-Martinuskerk in Westmalle
  - Sint-Pauluskerk in Westmalle

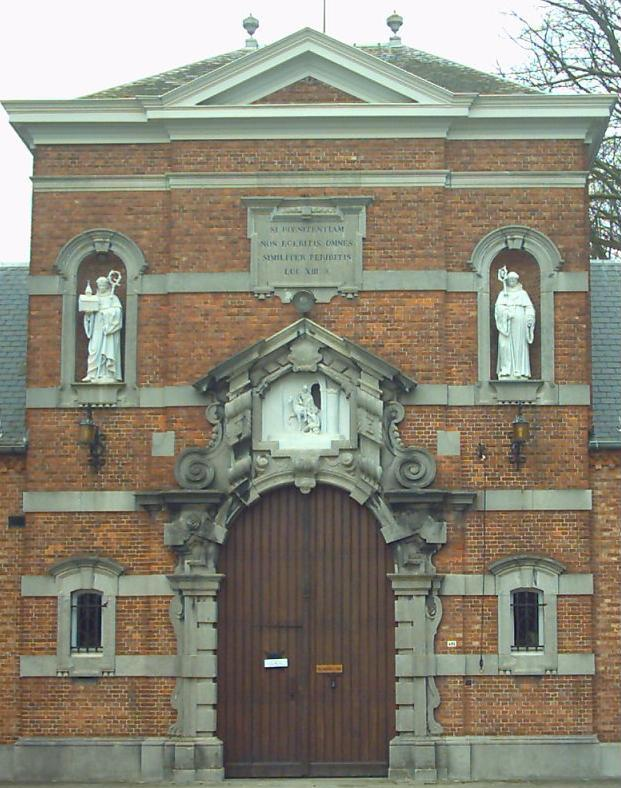
Poortgebouw van de trappistenabdij van Westmalle

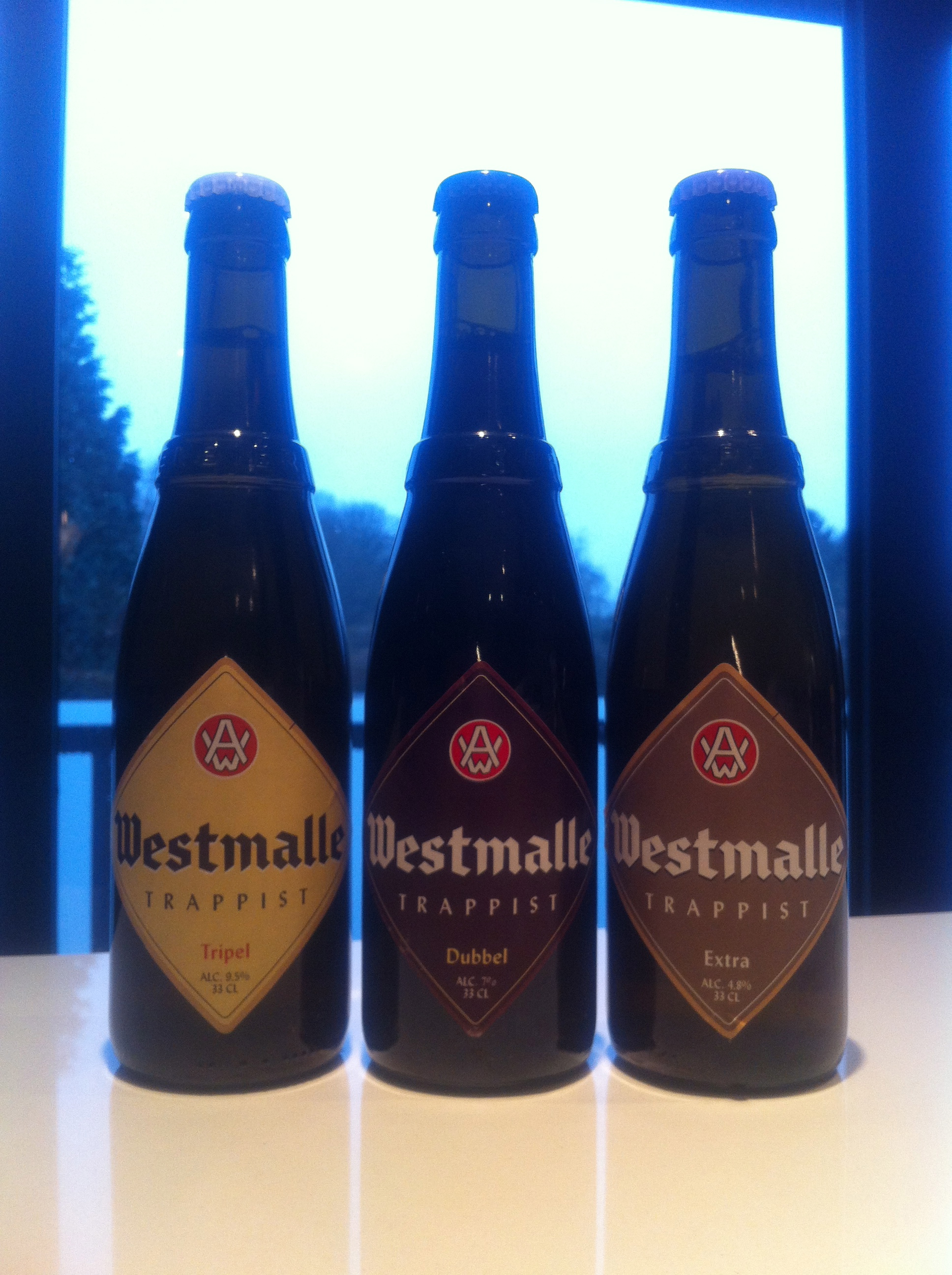
Trappistenbieren

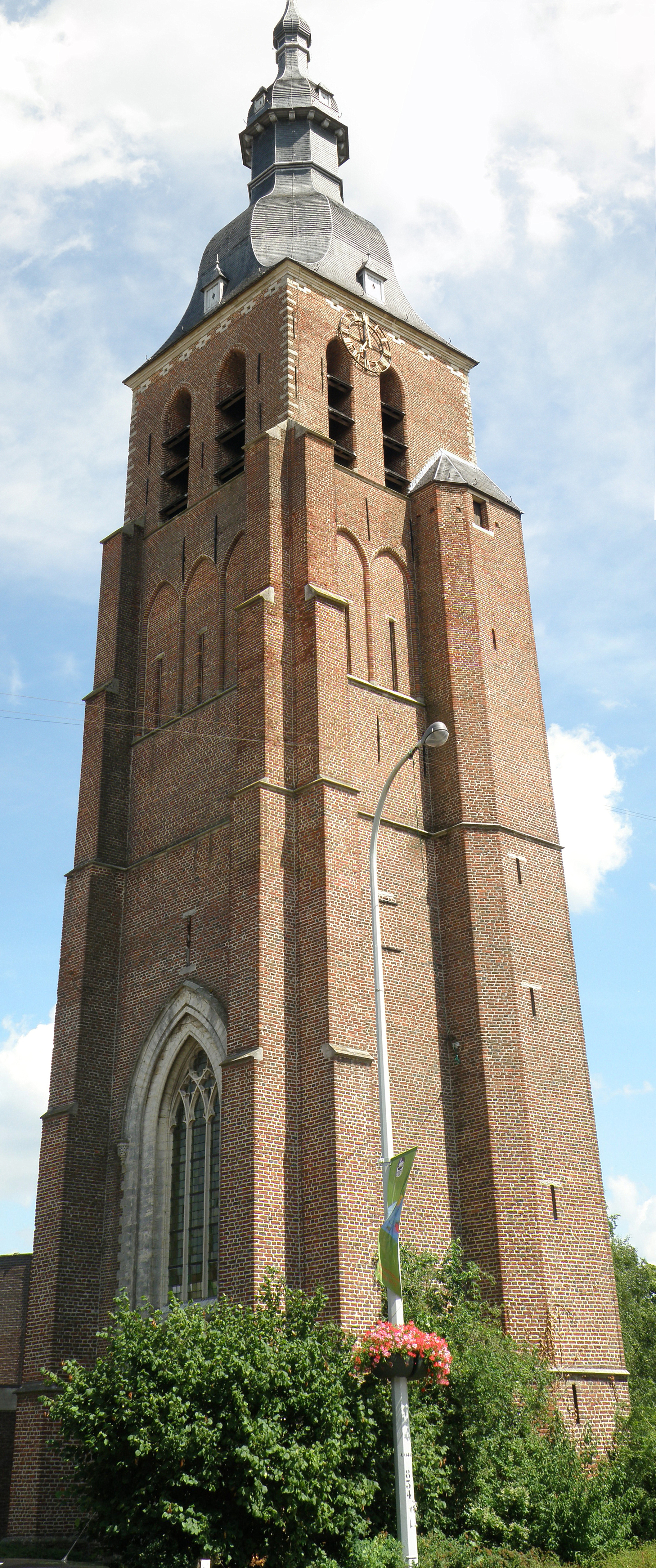
Sint-Laurentiuskerk, Oostmalle

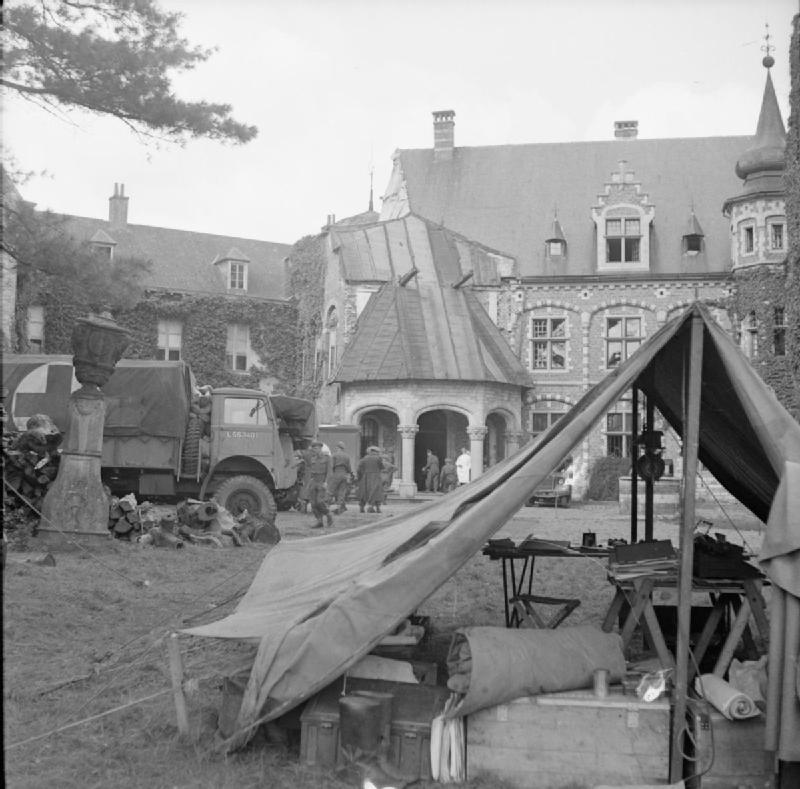
Britse medische voorzieningen in Oostmalle in oktober 1944

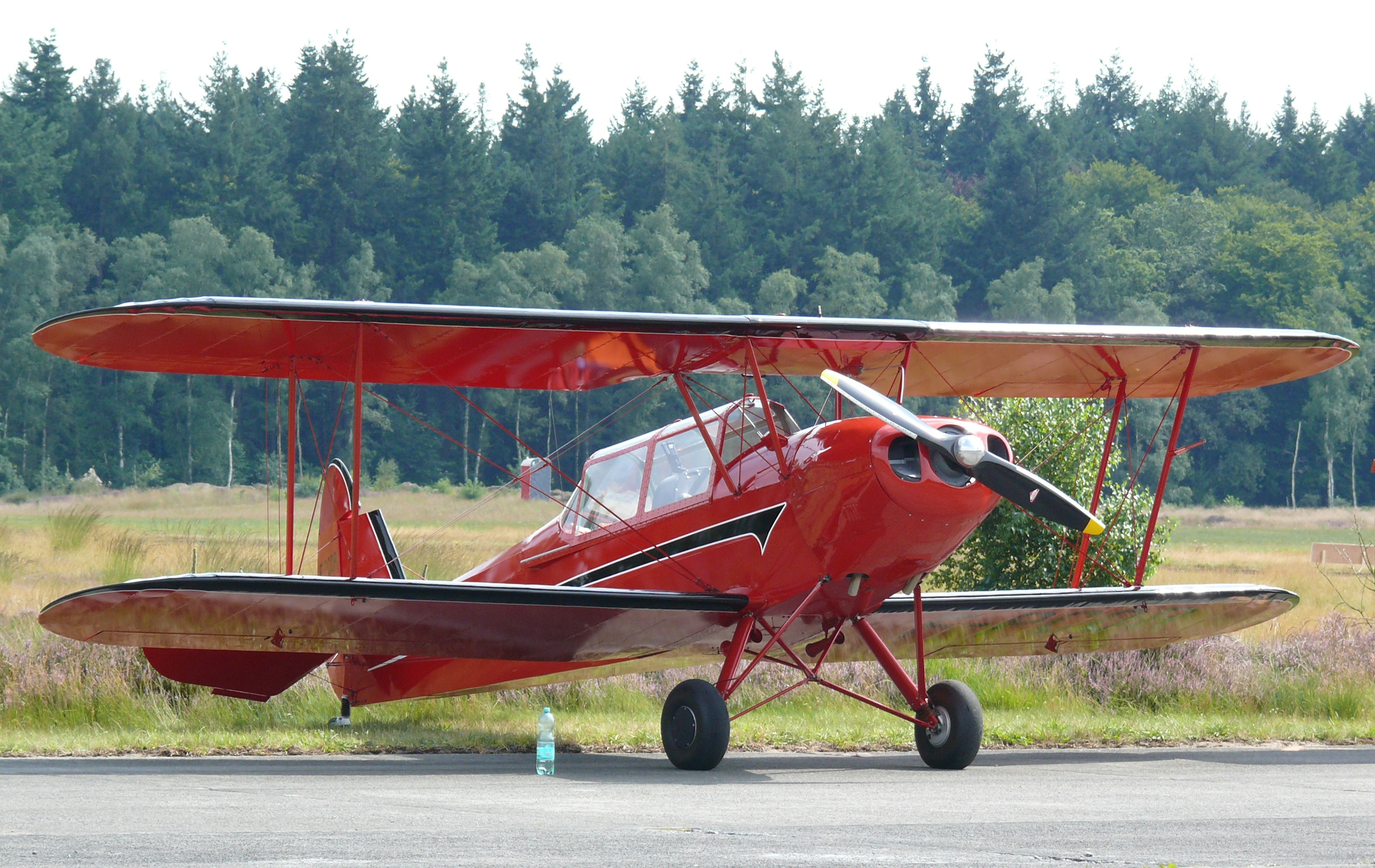
Een tweedekker van Stampe en Vertongen op de PhotoFlying Days op het vliegveld van Oostmalle

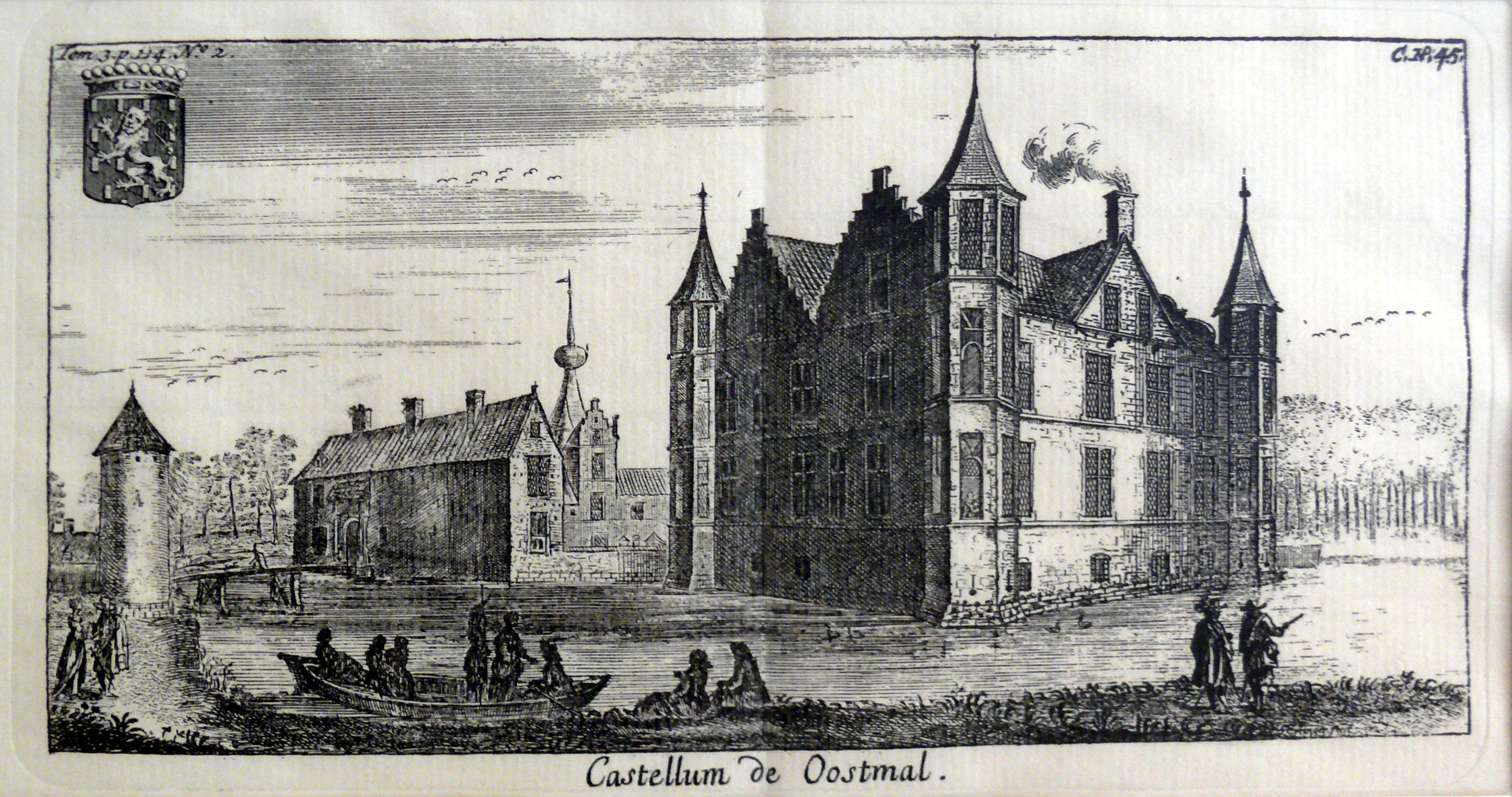
Gravure uit 1670 van het Renesse kasteel in Oostmalle

  - Onze-Lieve-Vrouwkerk in Westmalle
  - Sint-Laurentiuskerk in Oostmalle
- Trappistenabdij van Westmalle, onder meer bekend om haar trappistenbier.
- Monasterium Magnificat, het enige klooster van de Annuntiatenorde in België
- Een aantal kapellen:
  - Sint-Martinuskapel in Westmalle
  - Mariapark in Oostmalle
- Het bedevaartsoord Drieboomkensberg in Westmalle
- De Scherpenbergmolen in Westmalle
- De gemeente telt een aantal kastelen:
  - Het Kasteel de Renesse in Oostmalle
  - Het Kasteel van Westmalle
  - Het Kasteel van Blommerschot in Oostmalle
  - Het Kasteel Torenhof in Westmalle
- Een monumentale mammoetboom

## Cultuur

### Trappistenbier
De gemeente staat vooral bekend om het trappistenbier Westmalle dat in de Abdij van Westmalle gebrouwen wordt. Diezelfde paters produceren ook trappistenkaas.

### Evenementen
- Bedevaart Scherpenheuvel (Westmalle)
- Malifiesta cafés met muziek (Oostmalle en Westmalle)
- Zalfenkermis (Oostmalle)
- Den Oostmalse gordel
- Muziek aan het Kasteel

### Mobiliteit/Gewestwegen
De gemeente telt 5 gewestwegen met een totale lengte van 28 km:
- N12 (Westmalle en Oostmalle)
- N14 (Oostmalle)
- N133 (Westmalle)
- N153 (Westmalle en Oostmalle)
- N179 (Westmalle)

### Vliegveld
- Vliegveld Oostmalle: Dit is een reservevliegveld van de NAVO waar momenteel enkel recreatief gevlogen wordt. Voor het vliegveld bestaan sedert de jaren 70 plannen om het de rol van de luchthaven van Deurne over te laten nemen.

## Economie

### Regionaal centrum
Het Algemeen Ziekenhuis Voorkempen, voorheen Sint-Jozefziekenhuis, is gelegen nabij de grens met Sint-Antonius. Een belangrijk knooppunt van busverbindingen is het busdepot in deelgemeente Oostmalle en een ander belangrijk knooppunt is gelegen aan het dorpsplein te Westmalle. De ligging in de groene gordel rond Antwerpen en de werkgelegenheid die de industrie met zich meebrengt in de gemeente, dragen er toe bij dat de gemeente Malle anno 2005 qua vastgoed na de gemeente Schilde de duurste is van de provincie.

#### Scholen
Malle telt vijf secundaire scholen, waarvan er twee in Westmalle en drie in Oostmalle gelegen zijn:
- Mariagaarde Instituut (Westmalle)
- Sint-Jan Berchmanscollege (Westmalle)
- Atheneum Malle (Oostmalle)
- Immaculata Instituut (Oostmalle)
- Maris Stella Instituut (Oostmalle)

### Industrie
Op het grondgebied van de gemeente ligt, ingesloten tussen de dorpskernen van Westmalle, Oostmalle en Zoersel, het industrieterrein Malle-Zuid. Dit is het grootste industrieterrein op de provinciale as Antwerpen-Turnhout en is een belangrijke plaats van tewerkstelling in de omgeving. Ten noorden hiervan ligt het industrieterrein Malle-Noord wat nog in ontwikkeling is. Net ten westen van de dorpskern van Westmalle bevindt zich een grote meubelfabriek met een oppervlakte van 35 ha; Karel Mintjens nv.

### Dagbouw
In het noorden van deelgemeente Westmalle vindt er klei- en leemontginning plaats in functie van de nabijgelegen steenbakkerijen. Bij het binnenrijden van Westmalle via de Brechtsesteenweg (N133), vallen de talrijke schoorstenen op van de steenbakkerijen.

### Landbouw
De schrale zandgrond beperkt de soorten gewassen veelal tot graansoorten, maar de gemeente is ook enkele hectaren serres rijk, waarin uiteenlopende soorten groente en fruit worden geteeld. Veruit de meeste landbouwbedrijven concentreren hun activiteiten rond het houden van melkvee.

## Sport

### Atletiek
- Atletiek club DAL

### Veldrijden
- Internationale sluitingsprijs veldrijden (Oostmalle)

### Voetbal
- KV Westmalle (4e provinciale)
- KVC Oostmalle sport (3e provinciale)

### Zaalvoetbal
- ZVC Club80
- ZVC Westmalle

### Volleybal
- WOVO Malle

## Zustergemeenten
- Hartley Wintney (Verenigd Koninkrijk)
- Heusenstamm (Duitsland)
- Saint-Savin-sur-Gartempe (Frankrijk), sinds 1960 met Oostmalle, per 15 mei 1981 met de nieuwe gemeente Malle[15]
- Zakrzówek (Polen)

## Bekende inwoners
- Leen Laenens (1952), politica
- Herwig Ilegems (1962), acteur
- Patrick Onzia (1968), acteur, zanger
- Francis Severeyns (1968), Voetballer, TV makelaar
- Elke Dom (1969), actrice
- Ronny Daelman (1982), acteur, presentator
- Seppe Smits (1991), snowboarder
- Wout Verstappen (1993), acteur en zanger
- Laurens Devos: (2000) tafeltennisser, gouden medaillewinnaar paralympische Spelen
- Matthias Van der Hallen (1972), muzikant en gitarist van Ashbury Faith